# 王震 (烏程舉人)
王震（1566年—？），字子省，號荆庭，浙江湖州府烏程縣民籍，明朝政治人物。

## 生平
萬曆十九年（1591年）辛卯科浙江鄉試第八十八名舉人。

## 家族
曾祖王完；祖父王松，庠生；父王來聘，封工部营缮司主事。母陳氏（封安人）。慈侍下。兄王復、王師、王謙（己丑進士、禮部主事）、王豫（丁丑進士、按察司佥事）、王随、王鼎（太學生）、王晋、王涣。

## 引用
1. ↑  张朝瑞. . 《续修四库全书》史部第828册.
2. ↑  鲁小俊，江俊伟. . 武汉: 武汉大学出版社. 2009. ISBN 978-7-307-07043-1.
3. ↑  龚延明主编 (编). . 宁波: 宁波出版社. 2016. ISBN 978-7-5526-2320-8. 《天一閣藏明代科舉錄選刊.登科錄》之《浙江辛卯科同年序齿录》

- 《乌程县志》
- 《浙江通志》
- 《浙江辛卯科同年序齿録》